# Vohla (ö i Satakunta)
Vohla är en ö i Finland. Den ligger i sjön Joutsijärvi och i kommunen Ulvsby i den ekonomiska regionen  Björneborgs ekonomiska region  och landskapet Satakunta, i den sydvästra delen av landet, 210 km nordväst om huvudstaden Helsingfors. Öns area är 2,1 hektar och dess största längd är 270 meter i öst-västlig riktning.